# Павел Чехов
Павел Андрійович Чехов (Чеков) (англ. Pavel Andreievich Chekov) — персонаж науково-фантастичного телевізійного серіалу «Зоряний шлях», мультиплікаційного серіалу «Зоряний шлях: Анімаційні серії» і повнометражних фільмів
- Зоряний шлях: Фільм (фільм)
- Зоряний шлях 2: Гнів Хана
- Зоряний шлях 3: У пошуках Спока
- Зоряний шлях 4: Подорож додому
- Зоряний шлях 5: Остання межа
- Зоряний шлях 6: Невідкрита країна

За однією з версій, творець «Зоряного Шляху» Джина Родденбері, начебто створив цього персонажа у відповідь на критичну статтю в газеті «Правда», в якій нібито йшлося про те, що незважаючи на лідерство СРСР в дослідженні космічного простору, на космічному кораблі «Ентерпрайз» не було росіян. Однак такої статті в «Правді» ніколи не було.